# Agnė Čiūdarienė
Agnė Čiūdarienė, po mężu Abromaitė (ur. 15 stycznia 1979 w Kłajpedzie) – litewska koszykarka, występująca na pozycji silnej skrzydłowej, reprezentantka kraju.

## Osiągnięcia
Na podstawie, o ile nie zaznaczono inaczej..

### Drużynowe
- Mistrzyni:
  - Ligi Bałtyckiej (2002, 2006)
  - Litwy (2000–2002, 2006)
- Wicemistrzyni Hiszpanii (2011)
- Brązowa medalistka mistrzostw Rosji (2005)
- Zdobywczyni Pucharu Rosji (2005)
- Uczestniczka międzynarodowych rozgrywek:
  - Euroligi (2000–2003, 2010/2011)
  - Eurocup (2007/2008, 2009/2010, 2011/2012)
  - Pucharu Ronchetti (1998–2000)

### Reprezentacja
Seniorska
- Uczestniczka:
  - mistrzostw:
    - świata (2006 – 6. miejsce)
    - Europy (2001 – 4. miejsce, 2007 – 6. miejsce, 2009 – 11. miejsce, 2011 – 7. miejsce)

  - kwalifikacji do mistrzostw Europy (2001, 2003, 2005, 2009, 2011)

Młodzieżowe
- Uczestniczka mistrzostw Europy U–18 (1996 – miejsce)